# I Don't Wanna Cry
I Don't Wanna Cry è una canzone di Mariah Carey del 1991. Venne scritta dalla Carey stessa e da Narada Michael Walden, che inoltre produsse anche il singolo. La canzone è stata pubblicata come quarto singolo dal suo album di debutto Mariah Carey. Come gli altri precedenti tre singoli, è arrivata alla numero 1 nella Hot 100 statunitense e ottenne un BMI.

## Scrittura e registrazione
"I Don't Wanna Cry" è la prima canzone che lei non ha co-scritto con Ben Marguiles, ma con il produttore Narada Michael Walden. La Carey era molto eccitata per questa canzone perché si sentiva che fosse una canzone che andasse molto bene per le radio. A causa di varie esperienze passate negative, e visto che alla Carey non piaceva la canzone poiché non aveva un vero e proprio messaggio, durante un'intervista ad MTV dichiarò che cercava di cantarla il più raramente possibile. Mariah insistette molto per co-produrre la canzone, ma la Columbia Records gli negò il permesso. Walden divenne il suo produttore meno favorito e infatti non lavorò molto al suo album.

## Classifiche
Quando "I Don't Wanna Cry" raggiunse la numero 1 in Nord America, la Carey divenne la seconda cantautrice (e la prima e unica femminile) dopo i Jackson 5 ad avere i primi quattro singoli alla numero uno. La canzone raggiunse il top dopo otto settimane e rimase in vetta per due. La canzone fu classificata alla numero 26 nella "Year-End Chart" del 1991. Inoltre raggiunse la 7 in Canada e la 49 in Australia, ma non entrò in nessun'altra classifica.

## Andamento nellaBillboard Hot 100
| Posizione | 50 | 31 | 23 | 15 | 10 | 8 | 8 | 1 | 1 | 4 | 6 | 9 | 16 | 29 | 35 | 52 | 70 | 74 | 95 |

## Video musicale
Il video, diretto da Larry Jordan, vede la Carey ripensare alla sua relazione passata. Ci furono tre versioni del video: una pubblicata nel DVD "The First Vision" del 1991; un'altra (la più conosciuta) fu aggiunta invece al DVD numero 1's (1999). La versione del 1991 aveva alcune parti in seppia, che vennero però eliminate. Nel DVD del 1999 invece, di tutti i video dell'album di debutto della Carey fu aggiunto solo quello di "I Don't Wanna Cry", visto che la cantautrice si vergognava degli altri tre video.

## Tracce
CD single
1. "I Don't Wanna Cry"
2. "You Need Me"

## Posizioni in classifica
| Chart (1991)                                 | Peak position |
| -------------------------------------------- | ------------- |
| Australia                                    | 49            |
| Canada                                       | 7             |
| U.S. Billboard Hot 100                       | 1             |
| U.S. Billboard Hot Adult Contemporary Tracks | 1             |
| U.S. Billboard Hot R&B/Hip-Hop Songs         | 2             |

### Classifiche annuali
| Paese (1991) | Posizione |
| ------------ | --------- |
| Canada       | 21        |
| Stati Uniti  | 25        |